# 중추훙
중추훙(중국어 정체자: 鍾楚紅, 병음: Zhōng Chǔhóng, 한자음: 종초홍, 광둥어: Chung1 Cho1 hung1 충초훙, 영어: Cherie Chung 셰리 청[*], 1960년 2월 16일 ~ )은 홍콩의 배우이자 영화 제작자이다. 1980년대에 주로 활동했으며, 하카계 출신이다.

## 출연 작품
- 인혁인
- 오복성
- 타이거 맨